# Лівнєв Сергій Давидович
Лівнєв Сергій Давидович (нар. 16 квітня 1964) — радянський і російський сценарист, кінорежисер, кінопродюсер.

## Біографічні відомості
Народ. 16 квітня 1964 р. у Москві. Закінчив операторський (1985, майстерня В. Юсова) та сценарний (1987, майстерня А. Бізяка) факультети Всесоюзного державного інституту кінематографії.
У 1990 році спільно з Валерієм Тодоровським і Ігорем Толстуновим організував продюсерську компанію «ТТЛ». У 1993 році організував студію «Л-Фільм».
У 1995—1998 рр. — директор кіностудії ім. М.Г орького.
У 1997—1998 рр. — член Ради по культурі при Президенті Росії і Комісії по Держпреміях Росії.
У 1999—2006 рр. жив в США.
Автор сценарію українського телефільму «Мої люди» (1990, реж. О. Гойда).
Продюсер (та співпродюсер) близько тридцяти документальних і художніх кінокартин «Любов» (1991), «Зміїне джерело», «Країна глухих», «Новорічна історія» (1997), «Твір до Дня Перемоги», «Гра у браслетах» (1998), «Гладіатрикс» (2001), «У червні 41-го» (2003), «Другий фронт»/The Second Front (2004, Росія, США, Україна), «Вигнанець»/Exile (2004, США, Росія), «Гітлер капут!» (2008), «Кохання у великому місті» (2009), «Кохання у великому місті 2» (2010), «Службовий роман. Наш час», «ПіраМММіда» (2011), «Військовий госпіталь», «Ржевський проти Наполеона» (2012), «Кохання у великому місті 3» (2013), «Кохання у великому місті 3» (2014, серіал), «Статус: Вільний» (2015), «Ван Гоги» (2018) та ін.).

## Фільмографія
Режисер-постановник:
- «Кікс» (1991, продюсер)
- «Серп і молот» (1994, продюсер)

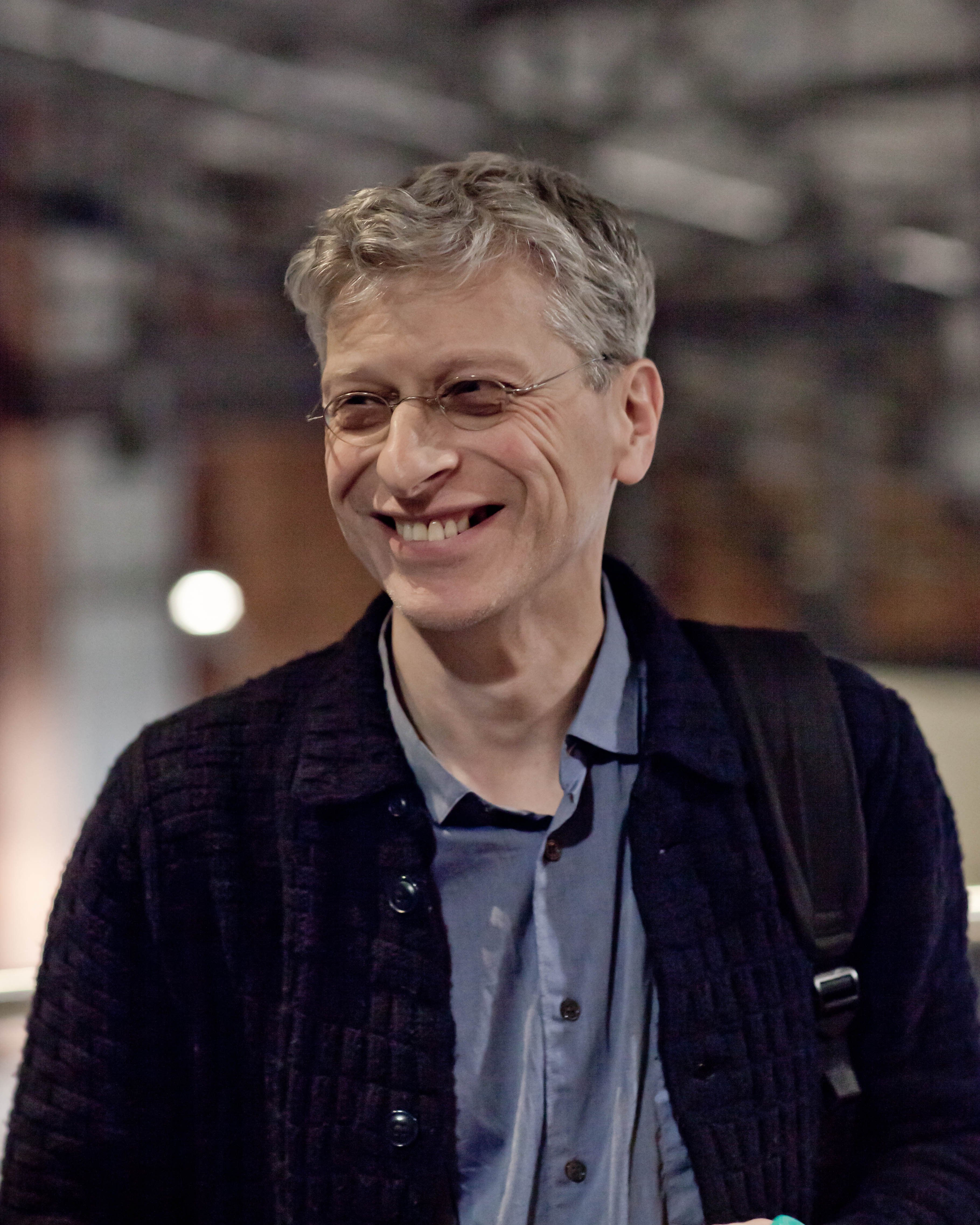
Сергій Ливнєв на передпрем'єрному показі фільму «Ван Гоги» (2019)

- «Ван Гоги» (2018, продюсер) — картина отримала кінопремію «Ніка» в декількох номінаціях

Сценарист:
- «Асса» (1987, у співавт., реж. С. Соловйов)
- «Смак свободи»/A Taste of Freedom (1990, США, документальний)
- «Мої люди» (1990, реж. О. Гойда)
- «Тіло» (1990, реж. Микита Хубов)
- «Кікс» (1991)
- «Любов на замовлення» (1992, реж. Я. Лапшин)
- «Серп і молот» (1994)
- «Ван Гоги» (2018)

## Нагороди та премії
- 1992 — КФ «Дебют» в Москві: Приз Гільдії кінознавців і кінокритиків Росії, фільм «Кікс»)
- 1992 — Премія «Золотий овен»: Найкращому кінопідприємецю року
- «Серп і молот» (1994)
  - КФ російського кіно в Сан-Рафаелі: Приз «Золотий парус»
  - Російський відкритий фестиваль кіно країн СНД та Балтії «Кіношок» (м. Анапа): Приз за режисуру та приз прокатників
- 1998 — Премія «Золотий овен»: За найкращий фільм року («Країна глухих»)
- 2018 — Спеціальний приз журі конкурсу «Копродукція. Вікно в світ» і перше місце в конкурсі «Виборзький рахунок» на кінофестивалі «Вікно в Європу» (фільм «Ван Гоги»)

Номінації
- 1995 — Номінації на премію «Ніка» (за 1994 рік): Найкращий сценарист (Сергій Ливнєв і Володимир Валуцький), Найкращий продюсер[2]